# پاسکولا، میسوری
پاسکولا (به انگلیسی: Pascola) یک روستا (ایالات متحده آمریکا) در ایالات متحده آمریکا است که در شهرستان پمیسکات، میزوری واقع شده‌است.
 پاسکولا ۰٫۴۱ کیلومتر مربع مساحت و ۱۰۸ نفر جمعیت دارد و ۸۱ متر بالاتر از سطح دریا واقع شده‌است.